# ماكس فون دير غرون
ماكس فون دير غرون (بالألمانية: Max von der Grün) (و. 1926 – 2005 م) هو روائي، ومؤلف، وكاتب ألماني، ولد في بايرويت، توفي في دورتموند، عن عمر يناهز 79 عاماً.

## جوائز
حصل على جوائز منها:
- وسام الاستحقاق في ولاية شمال الراين وستفاليا

## وصلات خارجية
- ماكس فون دير غرون على موقع IMDb (الإنجليزية)
- ماكس فون دير غرون على موقع مونزينجر (الألمانية)
- ماكس فون دير غرون على موقع ألو سيني (الفرنسية)
- ماكس فون دير غرون على موقع ميوزك برينز (الإنجليزية)
- ماكس فون دير غرون على موقع قاعدة بيانات الفيلم (الإنجليزية)
- ماكس فون دير غرون على موقع كينوبويسك (الروسية)